# 2B23
Der 2B23 Nona-M1 ist ein russischer gezogener Mörser. Er wurde im Zentralen Forschungsinstitut für Feinmechanik («TSNII Tochmash») in der Stadt Klimowsk entwickelt und wird in den Motowilicha-Werken in der Stadt Perm produziert.

## Geschichte
Im Jahr 2000 wurde von der Hauptverwaltung für Raketen und Artillerie die Aufgabe erteilt, einen neuen gezogenen Mörser unter der Bezeichnung „Nona-M1“ zu entwickeln. Als Hauptentwickler wurde das „Zentrale Forschungsinstitut für Feinmechanik“ (TSNII Tochmash) ernannt. In der Mörserkonstruktion wurden ballistische Eigenschaften der 2A51-Kanone bzw. des Mörsers der Selbstfahrlafette 2S9 „Nona-S“ übernommen, das die Verwendung der gleichen Geschosse erlaubte. Die Trägerplatte wurde vom „Zentralen Forschungsinstitut (Буревестник)“ entwickelt. Die ersten Prototypen wurden in den Motowilicha-Werken produziert.:16
Im Jahr 2003 durchlief der 2B23-Mörser die Abnahmetests, nach denen im Konstruktionsbüro einige Nachbesserungen nötig wurden. Dies betraf die Konstruktion der Trägerplatte sowie des Laufes, der in der analogen Version in der Selbstfahrlafette 2S31 verwendet wird. Von Mai bis September 2004 durchlief der 2B23-Mörser Vorversuche auf dem Rschewskij-Artilleriefeld bei Sankt Petersburg, im Jahr 2005 Tests unter Aufsicht des Verteidigungsministeriums, wobei nach kritischen Einwänden abermals Nachbesserungen an der Konstruktion durchgeführt werden mussten. Schließlich wurde der 2B23-Mörser im Jahr 2007 in den Dienst der russischen Streitkräfte gestellt. Erst danach wurde die erste Serie produziert.:17

## Beschreibung

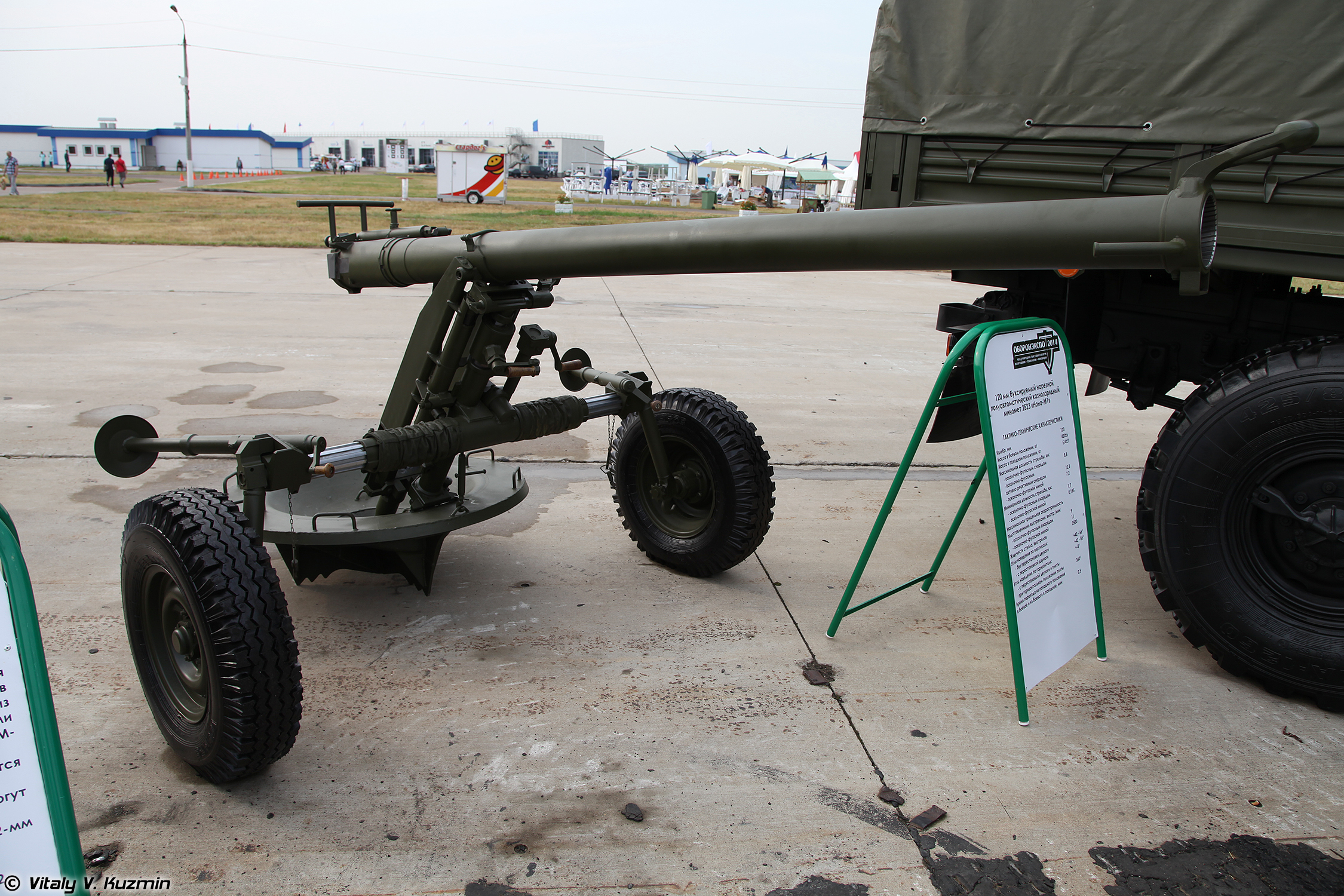
2B23 Nona-M1

Der Hauptverwendung des 2B23-Mörsers besteht in der Bekämpfung von Infanterie sowie von leicht gepanzerten und nicht gepanzerten Fahrzeugen. Mit ihm sollten die Mörser-Batterien der mechanisierten Infanteriebataillone sowie Verbände der Fallschirmjäger ausgestattet werden, da der Mörser durch eine spezielle Abwurfvorrichtung aus einem Flugzeug abgeworfen werden kann.:36
Der 2B23-Mörser besteht aus fünf Hauptelementen:
1. Lauf;
2. Rahmen mit Verschluss;
3. Lafette auf Rädern;
4. Grundplatte;
5. Visier МPМ-44М.

Der Lauf des 2B23-Mörsers verfügt über einen Drall mit 40 Zügen. In der Verschlusseinheit befindet sich ein zylinderförmiges Patronenlager. Für die Verbindung des Laufes mit der Ladungs- und Verschlusseinheit ist auf dem Ladungsabschnitt des Laufes ein Patronenrahmen installiert. Am Mündungslauf ist ein Kupplungsstück für den Zug mit einem Zugfahrzeug angebracht.:36
Der 2B23-Mörser verbindet im Ganzen den Rahmen und den Verschlussmechanismus. Die Konstruktion ähnelt einem Kasten, in dem der Lauf montiert wurde. Der Kasten ist mit einem Zapfenrahmen verbunden. Auf dem Rahmen wird ein Sperrbolzen mit einer Stange befestigt. Für die Ladung eines Geschosses wird der Lauf im Kasten vertikal gedreht und in der horizontalen Position installiert. Der Öffnungsmechanismus aktiviert den Feuermechanismus. Die Konstruktion der Lafette verfügt über eine Aufhängung mit Torsionspendel und ist mit dem Rahmen verbunden. Durch eine Verstellmöglichkeit der Achsstange in der horizontalen Position lässt sich die Radspur ändern. Die Grundplatte ist eine modifizierte Version des 2B11-Granatwerfers, der einen Bestandteil des 2S12-Sani-Systems darstellt.
Für die Zielerfassung des 2B23-Mörsers dient die modifizierte Version des Visiers MPM-44М, das aus zwei Visierelementen besteht, dem Kollimator-K-1-Visier mit Kollimatorskala sowie dem zusätzlichen Laser LUCH-PM2M.:37
Der 2B23 verwendet dieselben Mörsergranaten wie die 2S9 Nona-S (siehe Munition für die 2S9 Nona-S). Als Munition kommen unter anderem folgende Arten sowjetischer bzw. russischer Mörsergranaten zum Einsatz:
- Sprenggranaten vom Typ 3VOF49, 3VOF50 und 3VOF75 mit einem Gewicht von 19,5 kg und einer Schussdistanz von 0,8–8,8 km.
- Sprenggranaten mit Raketenantrieb vom Typ 3OF50 und 3OF50-1 mit einem Gewicht von 19,8 kg und einer Schussdistanz von 0,7–12,8 km.
- Thermobare Granaten vom Typ 3OF119 mit einem Gewicht von 19,5 kg und einer Schussdistanz von 0,9–8,8 km.
- Rauch/-Brandgranaten von Typ 3ВЗ4 mit einem Gewicht von 16,3 kg und einer Schussdistanz von 0,45–5,7 km.
- Präzisionsgelenkte Mörsergranaten vom Typ KM-8 Gran und Kitolow-2M mit einer Schussdistanz von 9 km bzw. 12 km.

Daneben kann die 2B23-Mörser nahezu sämtliche 120-mm-Mörsergranaten verschießen.

## Nutzerstaaten
- Belarus – 18[2]
- Russland – 50[3]